# Neolamprologus prochilus
Neolamprologus prochilus és una espècie de peix de la família dels cíclids i de l'ordre dels perciformes.

## Morfologia
Els mascles poden assolir els 17 cm de longitud total.

## Distribució geogràfica
És un endemisme del sud del llac Tanganyika (Àfrica oriental)